# Campionato CONCACAF 1965
Il Campionato CONCACAF 1965 è stata la 2ª edizione di questo torneo di calcio continentale per squadre nazionali maggiori maschili organizzato dalla CONCACAF.
Il torneo si è disputato in Guatemala dal 28 marzo all'11 aprile 1965 nella città di Città del Guatemala. Le sei squadre partecipanti si affrontarono in un girone all'italiana. Il trofeo fu vinto dal Messico, che sconfisse per 2-1 i padroni di casa del Guatemala nello scontro decisivo.

## Formula
- Qualificazioni

14 membri CONCACAF: 6 posti disponibili per la fase finale. Guatemala (come paese ospitante) e Costa Rica (come campione in carica) sono qualificati direttamente alla fase finale. Rimangono 12 squadre per quattro posti disponibili per la fase finale. Le squadre e i posti disponibili sono suddivisi in tre zone di qualificazione: Nord America (1 posto), Centro America (1 posto), Caraibi (2 posti).
Zona Nord America - 2 squadre, partite di andata e ritorno, la prima classificata si qualifica alla fase finale.
Zona Centro America - 4 squadre, partite di sola andata, la prima classificata si qualifica alla fase finale.
Zona Caraibi - 6 squadre, partite di sola andata, le prime due classificate si qualificano alla fase finale.
- Fase finale

Girone unico - 6 squadre, giocano partite di sola andata. La prima classificata si laurea campione CONCACAF.

## Squadre partecipanti
| Pr. | Squadra          | Data di qualificazione certa | Partecipante in quanto                                                 | Partecipazioni precedenti al torneo | Ultima presenza  |
| --- | ---------------- | ---------------------------- | ---------------------------------------------------------------------- | ----------------------------------- | ---------------- |
| 1   | Guatemala        | -                            | Rappresentativa della nazione organizzatrice della fase finale         | 1 (1963)                            | El Salvador 1963 |
| 2   | Costa Rica       | 7 aprile 1963                | Rappresentativa della nazione detentrice del titolo                    | 1 (1963)                            | El Salvador 1963 |
| 3   | El Salvador      | 14 marzo 1965                | 1º classificato della Zona Centro America della fase di qualificazione | 1 (1963)                            | El Salvador 1963 |
| 4   | Messico          | -                            | Vincente della Zona Nord America della fase di qualificazione          | 1 (1963)                            | El Salvador 1963 |
| 5   | Antille Olandesi | -                            | Vincente della Zona Caraibi della fase di qualificazione               | 1 (1963)                            | El Salvador 1963 |
| 6   | Haiti            | -                            | Vincente della Zona Caraibi della fase di qualificazione               | -                                   | Esordiente       |

Nella sezione "partecipazioni precedenti al torneo", le date in grassetto indicano che la nazione ha vinto quella edizione del torneo, mentre le date in corsivo indicano la nazione ospitante.

## Stadi
| Città del Guatemala  | Città del Guatemala |
| Estadio Mateo Flores | Città del Guatemala |
| Capienza: 35.000     | Città del Guatemala |
|                      | Città del Guatemala |

## Fase finale

### Girone unico

#### Classifica
| Pos | Squadra          | P.ti | G | V | N | P | GF | GS | DR  |
| --- | ---------------- | ---- | - | - | - | - | -- | -- | --- |
| 1   | Messico          | 9    | 5 | 4 | 1 | 0 | 13 | 2  | +11 |
| 2   | Guatemala        | 7    | 5 | 3 | 1 | 1 | 11 | 5  | +6  |
| 3   | Costa Rica       | 6    | 5 | 2 | 2 | 1 | 11 | 4  | +7  |
| 4   | El Salvador      | 5    | 5 | 2 | 1 | 2 | 7  | 9  | -2  |
| 5   | Antille Olandesi | 2    | 5 | 0 | 2 | 3 | 4  | 16 | -12 |
| 6   | Haiti            | 1    | 5 | 0 | 1 | 4 | 3  | 13 | -10 |

#### Risultati
| Arbitro: | Valenzuela |

|                                     |           |  |
| Peña 12’ López Oliva 24’ Valdez 67’ | Marcatori |  |

| Arbitro: | da Cunha |

|                                                  |           |  |
| Hernández 16’ Peña 30’, 42’, 44’, 67’ Quirós 51’ | Marcatori |  |

| Arbitro: | Araya |

|                       |           |  |
| Díaz 22’ Valdivia 55’ | Marcatori |  |

| Arbitro: | González |

|                             |           |               |
| Marín 8’ Hernández 26’, 85’ | Marcatori | 67’ Saint-Vil |

| Arbitro: | Valenzuela |

|              |           |            |
| Hernández 8’ | Marcatori | 59’ Sillie |

| Città del Guatemala 1 aprile 1965 | Guatemala | 0 – 0 | Costa Rica | Estadio Mateo Flores (54.000 spett.)\| Arbitro: \| de Leo \| |
| Arbitro:                          | de Leo    |       |            |                                                              |

| Arbitro: | Aguilar |

|                                         |           |  |
| Fragoso 57’, 85’ Cisneros 71’, 86’, 89’ | Marcatori |  |

| Arbitro: | Koetsier |

|                                            |           |  |
| Cisneros 30’ Legros 39’ (aut.) Fragoso 41’ | Marcatori |  |

| Arbitro: | de Leo |

|                                             |           |            |
| De Paz 16’ De León 31’ Valdez 40’ Clark 88’ | Marcatori | 58’ Méndez |

| Arbitro: | Valenzuela |

|                                   |           |                      |
| Peña 10’, 49’ Bertrand 65’ (aut.) | Marcatori | 26’ Loran 47’ Sillie |

| Arbitro: | Aguilar |

|               |           |            |
| Ruvalcaba 45’ | Marcatori | 10’ Zúñiga |

| Arbitro: | de Leo |

|                    |           |                      |
| Rodríguez 44’, 60’ | Marcatori | 63’ (rig.) Hernández |

| Arbitro: | Araya |

|             |           |          |
| Testing 62’ | Marcatori | 84’ Obas |

| Arbitro: | Araya |

|                                     |           |               |
| Méndez 37’ Barraza 50’ González 73’ | Marcatori | 22’ Saint-Vil |

| Arbitro: | Koetsier |

|                          |           |           |
| Cisneros 24’ Fragoso 35’ | Marcatori | 7’ Roldán |

## Statistiche

### Classifica marcatori
5 reti
- Ernesto Cisneros

4 reti
- Leonel Hernández
- Guido Peña
- Javier Fragoso

3 reti
- Hugo Peña

2 reti
- Virgilio Sillie
- Sergio Méndez
- Mauricio Rodríguez
- Carlos Rolando Valdez
- Guy Saint-Vil

1 rete
- Edwin Loran
- Eugene Testing
- Edgar Marín
- William Quirós
- Edgar Zúñiga
- Juan Francisco Barraza
- Mauricio González
- Eduardo Hernández
- Ricardo Alexander Clark
- Eduardo De León
- Fernando De Paz
- Alberto López Oliva
- Jorge Roldán
- Joseph Obas
- Isidoro Díaz
- Felipe Ruvalcaba
- Javier Valdivia

Autoreti
- Claudel Legros (pro Messico)
- Hilario Bertrand (pro Guatemala)